# Лісовозний
Лісовозний (рос. Лесовозный) — роз'їзд Прибайкальського району, Бурятії Росії. Входить до складу Сільського поселення Ільїнського.
Населення — 116 осіб (2015 рік).